# Kevin Overland
Kevin Overland (* 8. června 1974 Kitchener, Ontario), vlastním jménem Kevin Clifford James Crockett, je bývalý kanadský rychlobruslař.
Na jaře 1992 se poprvé zúčastnil závodu Světového poháru, o rok později debutoval na Mistrovství světa juniorů (16. místo). Ve Světovém poháru začal pravidelně závodit v roce 1994, roku 1996 premiérově startoval na seniorských šampionátech: byl šestnáctý na Mistrovství světa ve sprintu a devatenáctý v závodě na 1000 m na Mistrovství světa na jednotlivých tratích. O rok později již byl šestý ve sprintu a sedmý na kilometrové distanci. Na Zimních olympijských hrách 1998 dosáhl největšího úspěchu své kariéry, když získal bronzovou medaili na trati 500 m, kromě toho byl devátý na kilometru a dvacátý v závodě na 1500 m. Na sprinterském šampionátu skončil toho roku pátý. V dalších letech již na mezinárodní scéně větší úspěchy neměl, poslední závod absolvoval na podzim 2001.
Je bratrem bývalé rychlobruslařky Cindy Overlandové a bývalé shorttrackařky Amandy Overlandové.